# Markarian 573
Markarian 573 è un galassia attiva situata nella costellazione della Balena alla distanza di circa 240 milioni di anni luce dalla Terra. È una galassia del tipo di Seyfert 2 e al centro è situato un buco nero supermassiccio da cui si sprigionano due coni di emessione diretti in direzioni contrapposte.
La galassia già oggetto di numerose osservazioni, anche da parte del Telescopio spaziale Hubble. È nota per essere una delle più brillanti galassie di Seyfert a noi vicine. Successivamente è stata analizzata con i dati raccolti dal Telescopio spaziale Chandra nella banda dei raggi X e confrontati con le immagini ottiche e nella banda delle onde radio.
Pertanto si è resa evidente la presenza, intorno al centro galattico, di una struttura toroidale (come una sorta di ciambella), denominato toro molecolare, formato da gas caldo e polvere in grado di bloccare in parte la radiazione emessa dalla materia in caduta nel buco nero. Tale fenomeno risulta più o meno visibile a seconda di come la galassia, e quindi il toro, è orientata in direzione della Terra.
Le osservazioni, descritte in un articolo pubblicato nel 2012 su The Astrophysical Journal, concludono che nel caso di Markarian 573 il toro potrebbe avere una struttura disomogenea.
Fu registrata tra le galassie di Markarian, da cui il nome.

## Galleria d'immagini

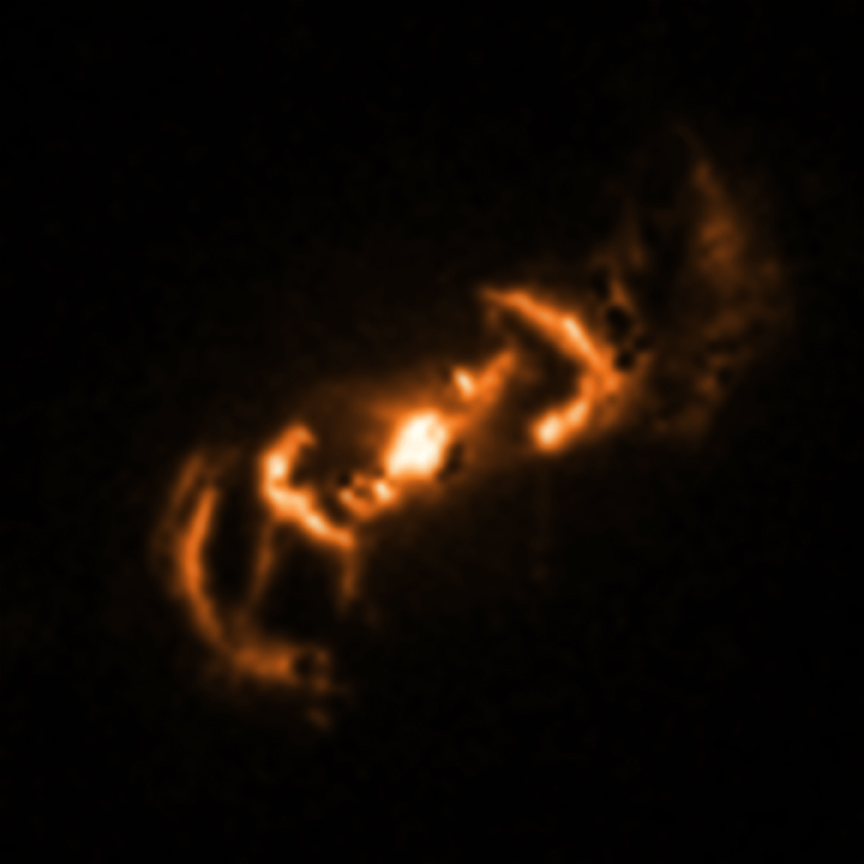
Markarian 573 (banda ottica)
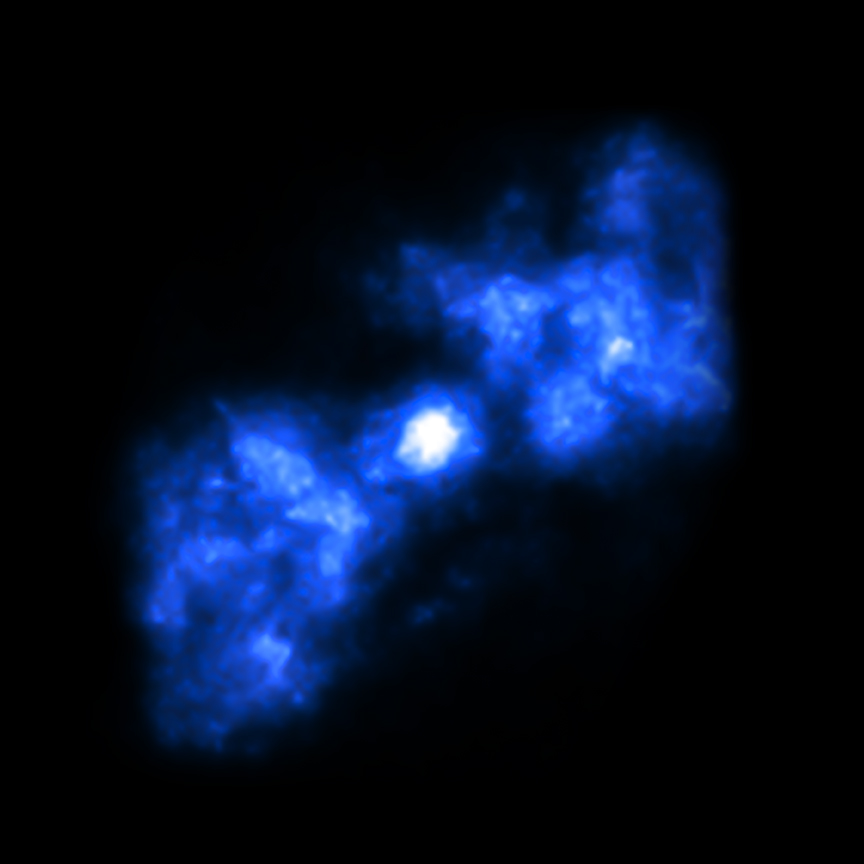
Markarian 573 (raggi X)